# 科索沃足球超級聯賽
科索沃足球超級聯賽（Raiffeisen Superliga e Futbollit të Kosovës，羅馬化：Rajfajsen Superliga）是科索沃的最高級別足球聯賽。共有 10 支球隊參加科索沃足球超級聯賽的賽事。科索沃足球超級聯賽創設于1945年。在南斯拉夫時期是南斯拉夫的地區聯賽。1990–91賽季開始是南斯拉夫聯賽體系之外的賽事。得到科索沃超級聯賽冠軍次數最多的球隊是比斯天拿。

## 參賽球隊
2025–26年科索沃足球超級聯賽參賽隊伍共有 10 支。
| 中文名稱   | 英文名稱          | 所在城市   | 上季成績       |
| ---------- | ----------------- | ---------- | -------------- |
| 達他       | KF Drita          | 格尼拉內   | 第 1 位        |
| 巴爾干尼   | KF Ballkani       | 蘇瓦雷卡   | 第 2 位        |
| 馬利舒華   | KF UV Malisheva   | 馬利舍沃   | 第 3 位        |
| 格拿尼     | KF Gjilani        | 格尼拉內   | 第 4 位        |
| 費利沙積   | KF Ferizaj        | 烏羅舍瓦茨 | 第 5 位        |
| 比斯天拿   | FC Prishtina      | 普里什蒂納 | 第 6 位        |
| 杜卡積尼   | KF Dukagjini      | 克利納     | 第 7 位        |
| 勒拉比     | KF Llapi          | 波杜耶沃   | 第 8 位        |
| 達倫尼卡   | KF Drenica        | 斯爾比察   | 甲組A，第 1 位 |
| 新比斯天拿 | KF Prishtina e Re | 普里什蒂納 | 甲組B，第 1 位 |

## 歷屆冠軍
以下為歷屆聯賽冠軍：
科索沃足球超級聯賽（Football Superleague of Kosovo）
- 1999–00：比斯天拿
- 2000–01：比斯天拿
- 2001–02：貝西亞納（英语：KF Besiana）
- 2002–03：達他
- 2003–04：比斯天拿
- 2004–05：比沙佩積（英语：KF Besa Pejë）
- 2005–06：比沙佩積（英语：KF Besa Pejë）
- 2006–07：比沙佩積（英语：KF Besa Pejë）
- 2007–08：比斯天拿
- 2008–09：比斯天拿
- 2009–10：查比卡（英语：KF Trepça）
- 2010–11：海斯（英语：KF Hysi）
- 2011–12：比斯天拿
- 2012–13：比斯天拿
- 2013–14：禾殊里亞（英语：KF Vushtrria）
- 2014–15：費羅尼克利
- 2015–16：費羅尼克利
- 2016–17：查比卡89
- 2017–18：達他
- 2018–19：費羅尼克利
- 2019–20：達他
- 2020–21：比斯天拿
- 2021–22：巴爾干尼（英语：KF Ballkani）
- 2022–23：巴爾干尼（英语：KF Ballkani）
- 2023–24：巴爾干尼（英语：KF Ballkani）
- 2024–25：達他

## 註解
| a. | ^ 科索沃是一個在科索沃共和國與塞爾維亞共和國之間的爭議領土。科索沃已于2008年單方面宣布独立并成立了科索沃共和国，但塞尔维亚仍坚持认为科索沃是其主权领土的一個自治區。联合国193个成员国中有113个已承认科索沃的独立地位。 |

## 外部連結
- Kosovar Superliga live scores, standings, videos and news